# Pilzberatungsstelle
Eine Pilzberatungsstelle, in Österreich auch Pilzauskunftstelle und in der Schweiz Pilzkontrollstelle oder Pilzkontrolle genannt, ist ein öffentlicher Ort, an dem private Pilzsammler ihre gesammelten vermeintlichen Speisepilze von Pilzkundlern begutachten, identifizieren und auf Giftigkeit hin untersuchen lassen können.
Die Einrichtungen sind meist in der Pilzsaison zwischen August und November, meist im September, Oktober an einigen Stunden, oft auch nur am Wochenende, sonntags oder auch montags zu bestimmten Zeiten geöffnet. Teilweise stehen sie unter der Regie städtischer Einrichtungen wie des Gesundheitsamtes oder Lebensmittelaufsichtsamts (wie etwa in Leipzig), hauptsächlich arbeiten die Pilzberater ehrenamtlich. Dabei ist die Finanzierung der Einrichtungen immer problematisch, einige mussten bereits aus Geldmangel schließen.
Besteht der Verdacht einer akuten Vergiftung mit Pilzen, steht, wie bei allen Vergiftungen, rund um die Uhr in allen deutschsprachigen Ländern ein Giftnotruf zur Verfügung.

## Ausbildung
In Deutschland sind Pilzberatungsstellen freiwillige nicht-hoheitliche Einrichtungen und bedürfen keiner behördlichen Zulassung, Pilzberater keiner staatlichen oder gesetzlichen Anerkennung. Die Bezeichnungen sind nicht geschützt. Es können also auch private Anbieter solche Einrichtungen betreiben. Sofern Ämter oder öffentliche Einrichtungen ausnahmsweise auch Pilzberatungsstellen betreiben, handelt es sich um freiwillige Leistungen und Angebote. Wer Auskunft in einer Pilzberatungsstelle sucht, sollte sich also vorher über die Qualifikation der Berater informieren.
Die Vereinigung amtlicher Pilzkontrollorgane (VAPKO) führt in der Schweiz eine Prüfung zum Pilzkontrolleur durch. Die Teilnehmenden müssen dabei unter anderem den Speisewert eines Pilzes mit absoluter Sicherheit bestimmen können.

## Pilzberatung in Europa

### Deutschland
Die DGfM Deutsche Gesellschaft für Mykologie e. V. bietet für Pilzsachverständige (davor Pilzberater genannt) eine Fortbildung an, die sie zertifiziert. Sie stellt auch eine Liste der von ihr ausgebildeten Pilzsachverständigen zur Verfügung. Auch andere Vereine wie etwa die Bayerische Mykologische Gesellschaft, der Bund für Umwelt und Naturschutz, Landesverband Berlin oder die Thüringer Arbeitsgemeinschaft Mykologie e. V. bilden Pilzberater aus. Eine Ausbildung zum Pilzsachverständigen ist allerdings nicht Voraussetzung einer Tätigkeit als Pilzberater.

### Österreich
Für Österreich gibt die Österreichische Mykologische Gesellschaft eine Liste der hier „Pilzauskunftstellen“ genannten Einrichtungen heraus. Auch die Arbeitsgemeinschaft Österreichischer Pilzberater bildet Pilzberater aus und stellt eine Liste der aktiven Pilzberater zur Verfügung.
Die Magistratsabteilung 59 (Marktservice und Lebensmittelsicherheit) der Stadt Wien führt ebenfalls Pilzberatungen und Begutachtungen durch.

### Schweiz
In der Schweiz gibt es Pilzkontrollstellen in allen größeren Städten sowie an vielen weiteren Orten. Pilzkontrollen werden von der Vereinigung amtlicher Pilzkontrollorgane (VAPKO) gefördert.

## Pilzberatung in der DDR

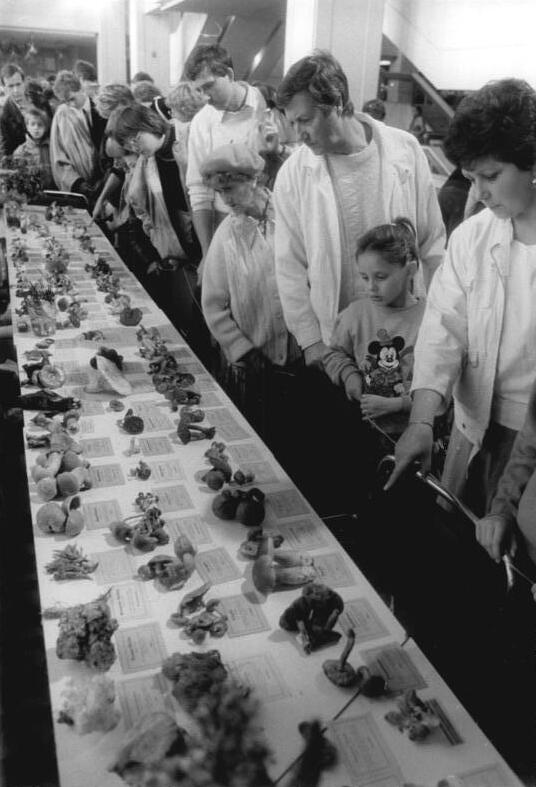
Pilzberatung im Ost-Berliner Palast der Republik (1987)

Im Gegensatz zur alten Bundesrepublik und zum wiedervereinigten Deutschland existierte in der DDR eine amtlich betriebene Pilzberatung. Diese stand in der Tradition des Dritten Reichs, wo im Zuge der Autarkiebestrebungen auch die sogenannte „Ernährung aus dem Wald“ propagiert wurde. Träger im NS-Staat war der (halbstaatliche) Reichsnährstand. In der DDR übernahmen in den 14 Bezirken und in Ost-Berlin, im Rahmen der Bezirkshygiene-Inspektionen, sogenannte „Bezirkspilzsachverständige“ (eine halbe „Vollbeschäftigteneinheit“ im Range eines Gesundheitsaufsehers/Hygieneinspektors) die Organisation. Sie bildeten für alle Kreise sogenannte „Pilzkundige“ aus, die die konkrete Beratung vor Ort übernahmen. Diese konnten wiederum sogenannte „Ortspilzsachverständige“ in eigenen Beratungsstellen berufen. Die konkrete Beratung erfolgte, bei einer moderaten Aufwandsentschädigung durch die Behörden, ehrenamtlich.